# Счастливый рейс
«Счастливый рейс» (название для варианта «стереокино» — «Машина 22-12») — советский художественный фильм в жанре музыкальной комедии, поставленный режиссёром Владимиром Немоляевым. Фильм снят в 1947 году как стереофильм «Машина 22-12», а в 1949 году выпущен в широкий прокат в «плоском» варианте под названием «Счастливый рейс».

## Сюжет
Молодой шофёр Синичкин получает первую в своей жизни машину — потрёпанный грузовик ГАЗ-АА с номером МВ 22-12, доведённый до плачевного состояния «шофёром первого класса» Зачёсовым — самоуверенным разгильдяем и злостным нарушителем правил дорожного движения.
Благодаря усилиям Синичкина старая машина преображается и приносит своему водителю не только успехи в труде, но и удачу в личной жизни — знакомство с заправщицей Фенечкой, за внимание которой с ним соперничает Зачёсов, пересевший на шикарный легковой автомобиль ЗИС-101.
Однако Фенечка отдаёт предпочтение молодому шофёру, любящему своё дело, а не первоклассному позёру и лодырю, угробившему и вторую машину. Синичкину доверяют новый ЗИС-110, на котором он вместе с девушкой мчится по просторам Москвы, а Зачёсов, не оправдавший доверие начальника, возвращается для исправления на «машину 22-12».

## В ролях
— главная роль
| Актёр                  | Роль                               |
| ---------------------- | ---------------------------------- |
| Николай Крючков        | Петя Синичкин, шофёр               |
| Михаил Жаров           | Макар Зачёсов, шофёр 1 класса      |
| Вера Орлова            | заправщица Фенечка                 |
| Ольга Викландт         | Телегина, диспетчер                |
| Владимир Попов         | Пал Палыч, начальник гаража        |
| Алексей Алексеев       | 1-й шофёр                          |
| Эммануил Геллер        | фокусник                           |
| Людмила Геника-Чиркова | девушка в автобусе                 |
| Анатолий Горюнов       | Трофимов                           |
| Евгений Леонов         | пожарный                           |
| Светлана Немоляева     | Света                              |
| Михаил Воробьёв        | шофёр Воробьёв (нет в титрах)      |
| Александр Гречаный     | 2-й шофёр (нет в титрах)           |
| Анатолий Осипов        | 3-й шофёр (нет в титрах)           |
| Лев Иванов             | шофёр (нет в титрах)               |
| Елена Понсова          | бабушка Фени (нет в титрах)        |
| Нина Федосюк           | регулировщица (нет в титрах)       |
| Елена Чайковская       | подруга Светы (нет в титрах)       |
| Константин Тыртов      | зритель на концерте (нет в титрах) |
| Сергей Антимонов       | билетёр (нет в титрах)             |

## Съёмочная группа
- Авторы сценария: Виктор Ардов, Владимир Немоляев
- Режиссёр: Владимир Немоляев
- Оператор: Самуил Рубашкин
- Художник: Владимир Егоров
- Композитор: Сигизмунд Кац

## Отзывы
Ал. Абрамов написал нелестный обзор в газете «Советское искусство». Признавая мастерство актёров и то, что фильм удался как комедия и «зритель смеется часто и одобрительно», Абрамов винит авторов фильма в «ограниченности и убожестве его содержания». По словам критика, фильм «не соответствует действительности, уводит зрителя от жизненной правды», зерно которой в картине есть, «но авторы потеряли его в погоне за комедийностью ситуаций». Абрамов также затронул технический аспект. «Отдельные кадры картины по силе и яркости стереоскопического эффекта создают незабываемое ощущение», — пишет критик, не преминув отметить технические недостатки, выразившиеся в потере «трёхмерности» объектов в движении.
Как в художественном, так и в техническом плане Абрамову почти дословно вторит рецензент из газеты «Вечерняя Москва» Н. Рамцов, который также похвалив игру именитых актёров, резюмирует: «Но хорошего фильма не получилось».